# Ta Keo
Ta Keo (también llamado Preah Keo) es un templo hinduista de finales del siglo X perteneciente al conjunto monumental de Angkor, en Camboya, declarado Patrimonio de la Humanidad por la Unesco. El nombre original del templo era Hema-sringagiri o "Montaña con picos de oro", y estaba dedicado al dios Shiva. Tras la muerte de su monarca constructor, el templo quedó inacabado.

## Historia
Su construcción se inició entre los años 975 y 985 por encargo del rey jemer Jayavarman V, y continuó durante el breve reinado de su sucesor Jayaviravarman. Sin embargo tras el derrocamiento de este por parte de Suryavarman I las obras se paralizaron y el templo fue cedido a un clérigo, quien no utilizó las torres centrales por no considerarse digno de tal honor. Como consecuencia de ello, el templo nunca llegó a terminarse y apenas posee decoración.

## Arquitectura
Con una altura total de 45 m, el templo surge de un lago artificial sobre el que emergen una serie de terrazas rectangulares concéntricas, finalizadas en una plataforma superior sobre la que se erigen cinco prasat o templos piramidales formando un quincuncio. Esta disposición se encuadra dentro de la tipología clásica de monte-templo hindú, y representa el microcosmos de la mitología hinduista, con el sagrado monte Meru (morada de los dioses) en el centro, rodeado por los océanos.
Estilísticamente, el templo se cataloga dentro del estilo khleang, al que también pertenece el vecino templo de Phimeanakas. En este periodo hacen su aparición las galerías en los templos jemeres.

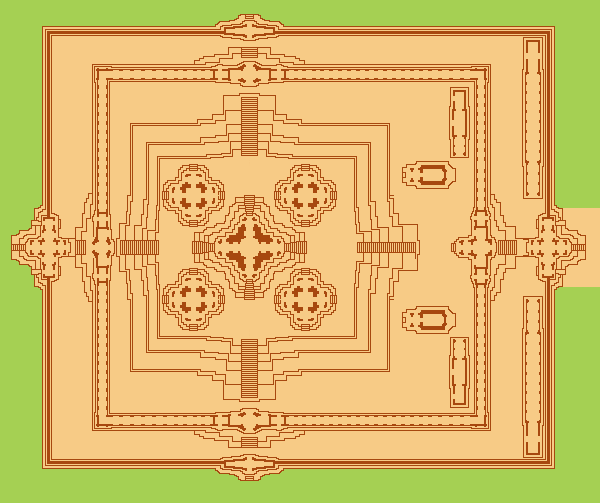
Planta del templo.

Originalmente el templo contaba con dos estanques representando los océanos. La orilla de estos estanques disponía de un escalonamiento perimetral construido con laterita, con unas dimensiones de 255 x 195 m.
El primer aterrazamiento del templo está delimitado por un muro de 122 x 106 m, sobre el que se emplazan cuatro gopuras o pabellones de entrada dispuestos de forma axial, siendo la entrada principal la situada en el muro este. El segundo nivel del templo tiene unas dimensiones de 80 x 75 m y se eleva hasta los 5.73 m de altura. Esta plataforma está cerrada perimetralmente por un corredor con ventanas ciegas al exterior y abiertas al interior, y en el lado este contiene dos bibliotecas exentas en posición simétrica con respecto al eje principal. En el centro de este segundo nivel se eleva una nueva terraza de base cuadrada y dividida a su vez en tres niveles: esta terraza adopta una forma troncopiramidal, con unas dimensiones de 60 x 58 m en la base, 45 x 46 m en la cima, y una altura de 14 m. Al igual que el resto de las terrazas del templo, dispone también de cuatro empinadas escalinatas de acceso, con una pendiente de 55º.
Sobre esta última terraza se emplazan los cinco prasat: cuatro en las esquinas y uno central más grande, que alcanza los 17 m de altura sobre la plataforma. Estos templetes también disponen de escaleras de subida que permiten alcanzar el nicho de la deidad, situado a 4 metros de altura sobre la plataforma, y ya por encima de la vegetación de la selva.

## Construcción
La construcción de este templo presenta varias particularidades: fue el primero en emplear únicamente arenisca para su construcción, desechando el uso de la laterita; una piedra más fácil de manipular pero con un acabado mucho más tosco. También la utilización de grauvaca para la construcción de los prasat constituye una singularidad, pues se trata de una piedra poco usual en los templos de Angkor. Por otra parte, el abandono de la construcción antes de su finalización también ha permitido demostrar que los jemeres esculpían la decoración directamente sobre el edificio, ya que las cinco torres, aunque sin decorar, reflejaban ya su volumetría final.
No se han encontrado restos de la cubierta original de la galería del segundo nivel, por lo que se cree que originalmente estuvo construida con ladrillos o con tejas. Los templos de la época posterior emplearán la técnica de la falsa bóveda de piedra para cubrir las galerías.

## Galería

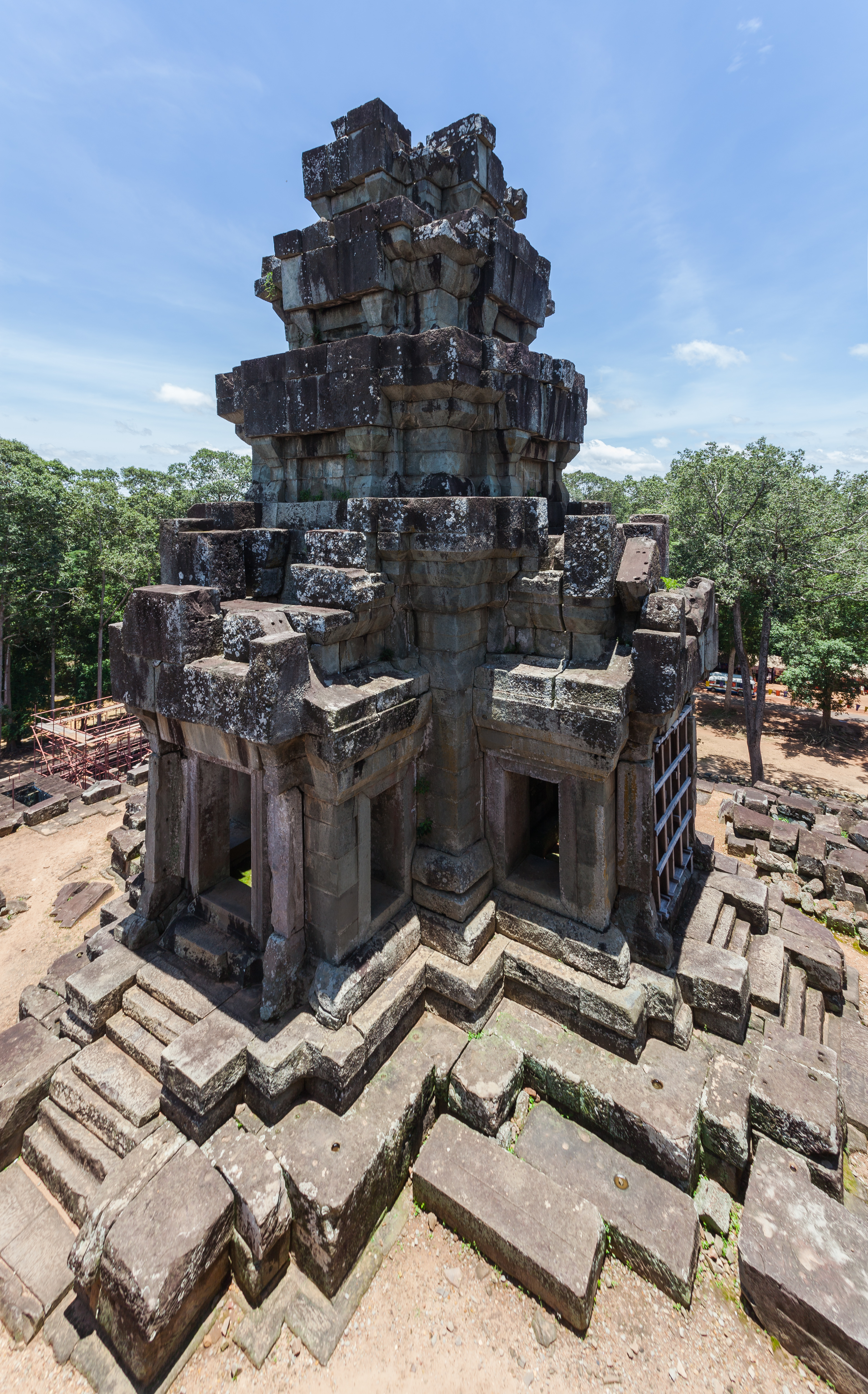
Una de las torres menores vista desde la torre central
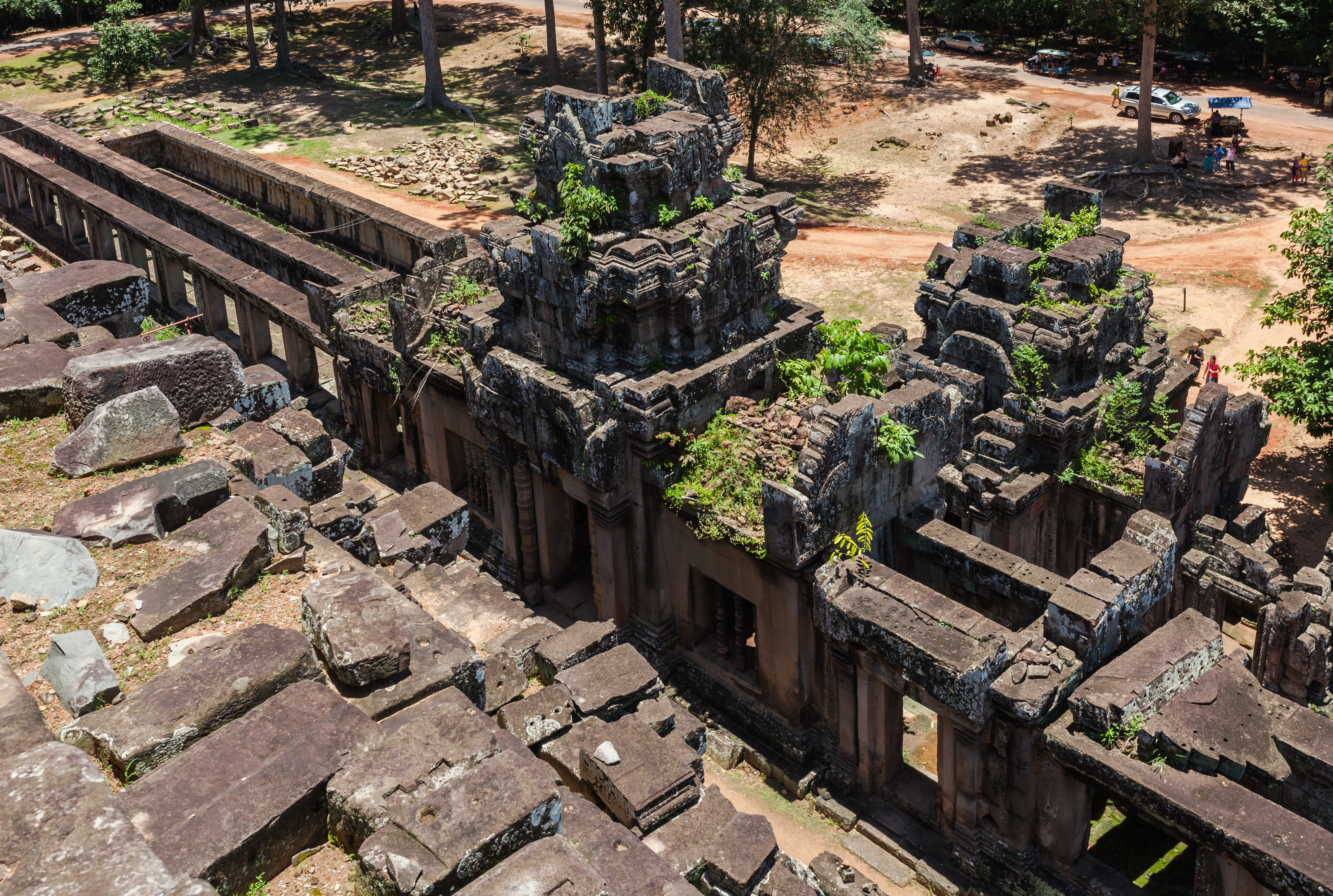
Vista superior del muro exterior
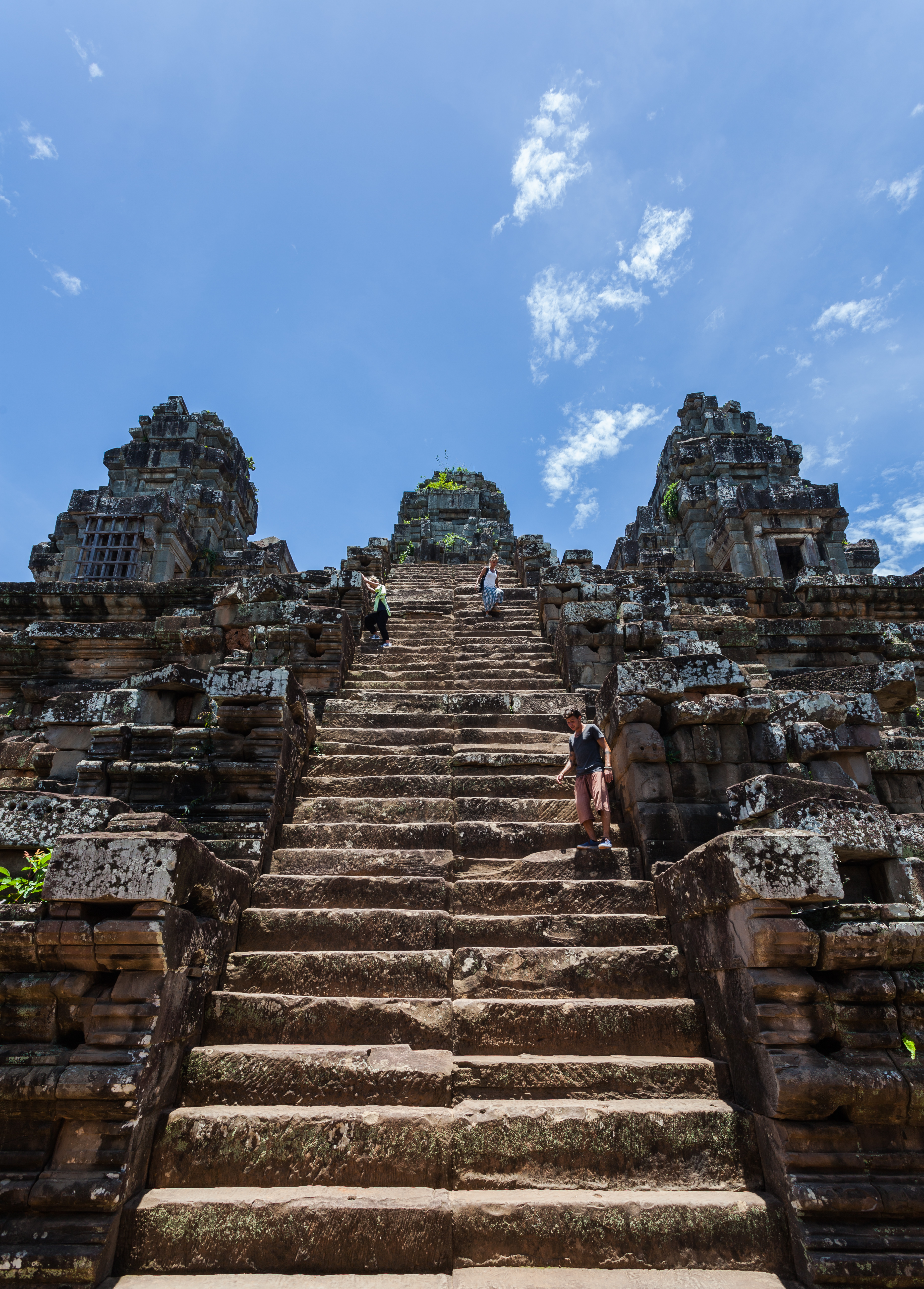
Escalera
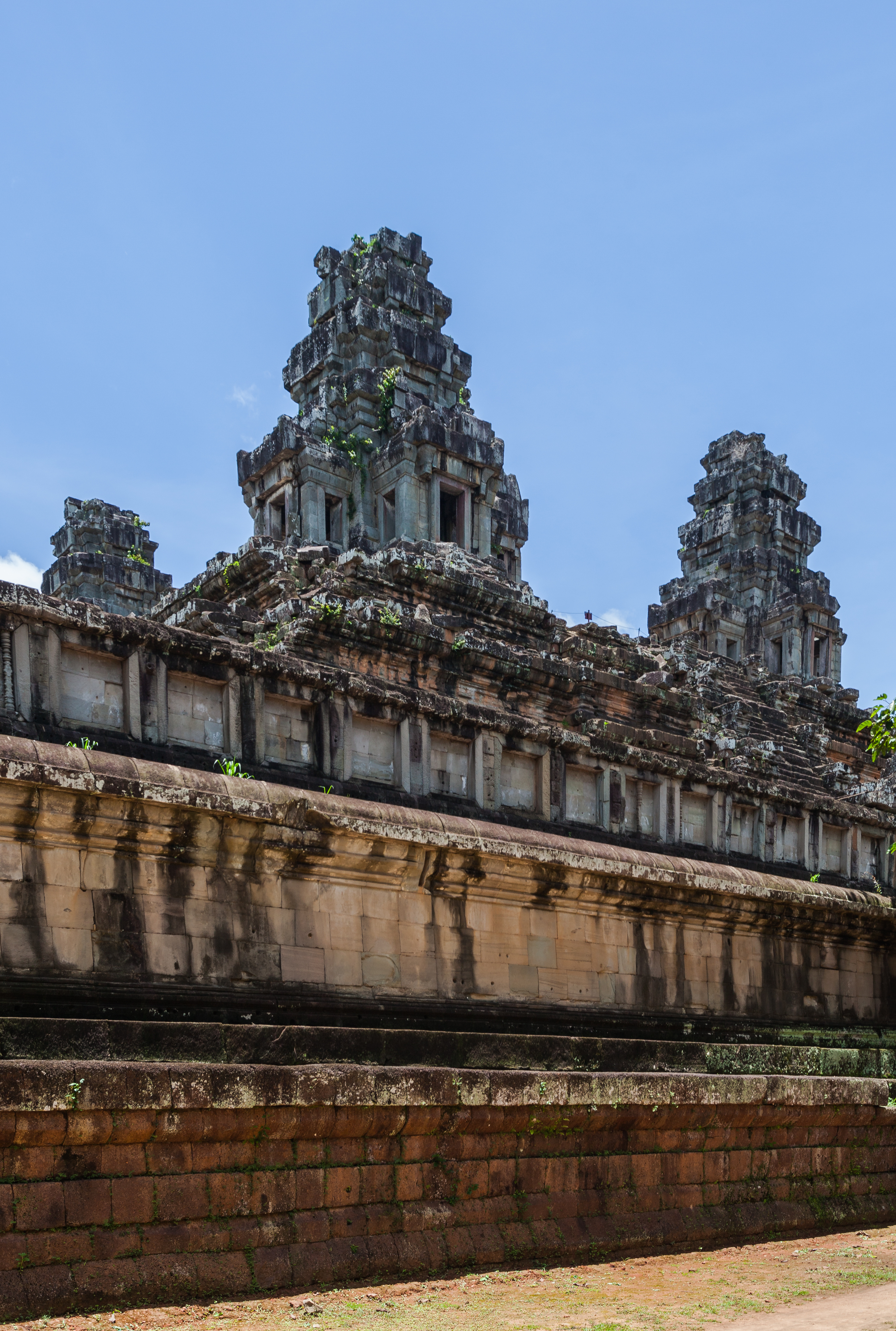
Vista inferior de las torres